# Ray Dandridge
Raymond Emmitt Dandridge (Richmond, 31 agosto 1913 – Palm Bay, 12 febbraio 1994) è stato un giocatore di baseball statunitense di ruolo terza base nelle Negro League. È stato inserito nella National Baseball Hall of Fame nel 1987.

## Carriera
Dandridge fu un'eccellente terza base che batté con una media in carriera di .355. Oltre che nelle Negro League, giocò per otto stagioni anche nella lega di baseball messicana, venendo inserito nella sua Hall of Fame. Quando la Major League Baseball aprì le sue porte ai giocatori afroamericani, Dandridge era ormai considerato troppo vecchio per prendervi parte. Fu anche colui che prese sotto la sua ala protettiva il giovane Willie Mays. Al termine della carriera lavorò come osservatore per i San Francisco Giants.

## Palmarès
- All-Star: 3

1935, 1937, 1944
- MVP dell'American Association: 1

1950
- Rookie dell'anno dell'American Association - 1949
- Baseball Hall of Fame messicana